# Sarcophaga alcicornis
Sarcophaga alcicornis är en tvåvingeart som beskrevs av Hardy 1932. Sarcophaga alcicornis ingår i släktet Sarcophaga och familjen köttflugor. Inga underarter finns listade i Catalogue of Life.